# 阿夫勒尔
阿夫勒尔 （法語：Harfleur，法語發音：[aʁflœʁ]），法国西北部城市，诺曼底大区滨海塞纳省的一个市镇，隶属于勒阿弗尔区，其市镇面积为4.21平方公里，2022年1月1日时人口数量为8,296人，在法国城市中排名第1,263位。
阿夫勒尔位于滨海塞纳省西部，塞纳河口北侧，中世纪时曾为重要商业港口，后因泥沙淤积而逐渐废弃，现代则为勒阿弗尔的一个卫星城，因其附近的大型炼油厂而闻名。

## 地名来源
“Harfleur”最初于公元1006年以“Harofloz”的形式被记载，该名称的确切来源尚有待考证。法国史学界普遍认为“-fleur”这一词缀与“滨海”有关，该形式在诺曼底地区的多个市镇官方名称中有所出现。

## 历史

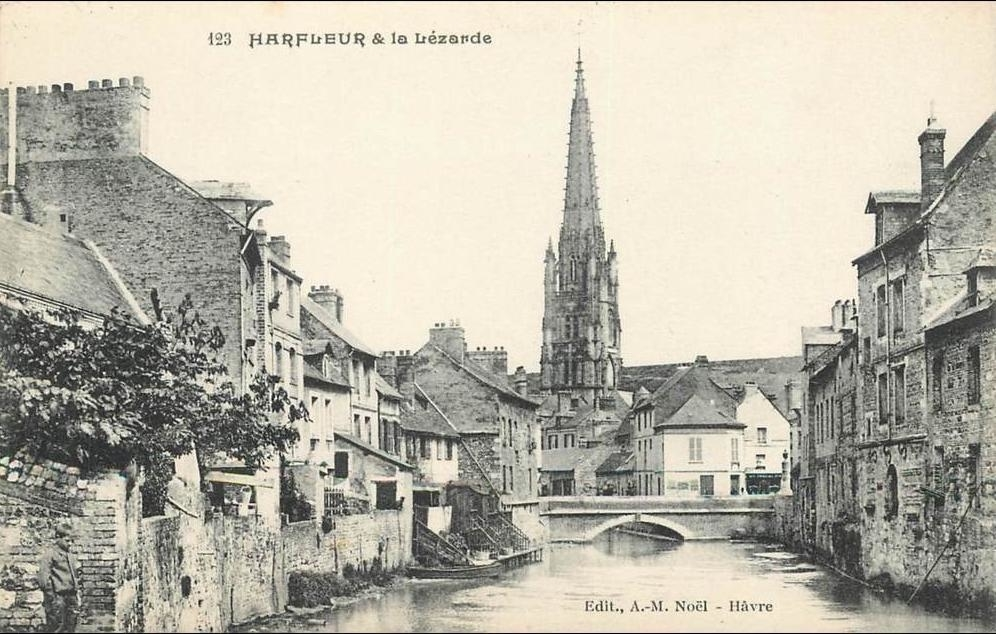
20世纪初的阿夫勒尔

阿夫勒尔所在地在《安托南游记》中曾被标记为“Caracotinum”，该城池的起源尚不清楚，可能与塞纳河航运有关。公元9世纪时，阿弗勒尔所处的塞纳河下游地区被维京人占领。诺曼人首领罗洛在公元911年签订《埃普特河畔圣克莱尔条约》后曾到访阿夫勒尔。理查二世曾于1006年将阿夫勒尔赠予费康修道院主教，后又转给了蒙蒂维利耶修道院。1204年，诺曼底被法兰西军队征服，法兰西国王腓力二世为阿夫勒尔颁布市镇宪章。1337年，为促进阿夫勒尔的港口商业贸易，腓力六世为当地来自葡萄牙阿尔加维的商人颁布税收减免宪章。1411年，阿夫勒尔兴建了一处教堂，但四年后被英格兰国王亨利五世带领的军队攻占并摧毁。宗教战争期间，阿夫勒尔再次遭到严重破坏。16世纪时，随着塞纳河河口的淤积情况日趋严重，在海事大臣纪尧姆·古菲耶·德博尼韦的提议下，法兰西国王弗朗索瓦一世于1516年决定在河口最西端兴建勒阿弗尔港口，阿夫勒尔的港口功能被代替，其城市有所衰落。1621年，阿夫勒尔的海防设施被拆除。法国大革命后，阿夫勒尔成为内塞纳省（1955年更名为“滨海塞纳省”）的一个市镇。自19世纪中后期起，随着勒阿弗尔的城市扩张，阿夫勒尔得到新的发展，当地的塞纳河故道被整治开发为人工运河，沿河地带则兴建了大片炼油厂及工业区。

## 地理

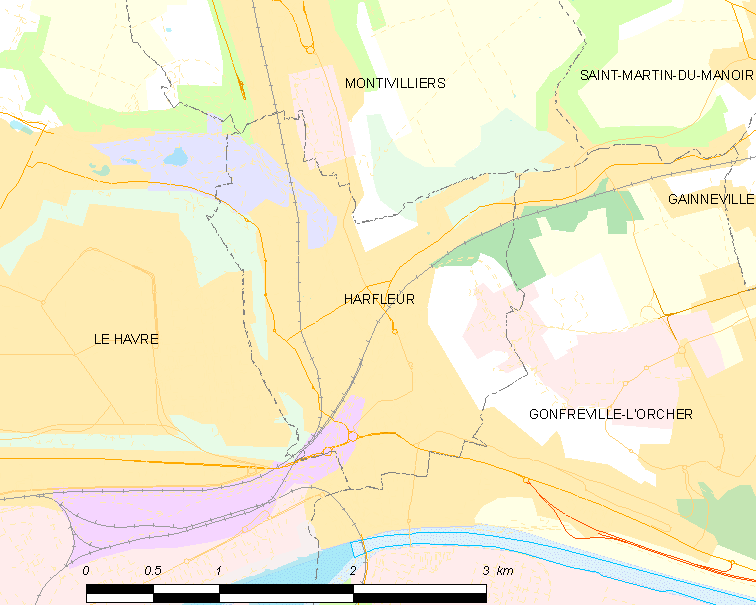
阿夫勒尔市镇范围地图

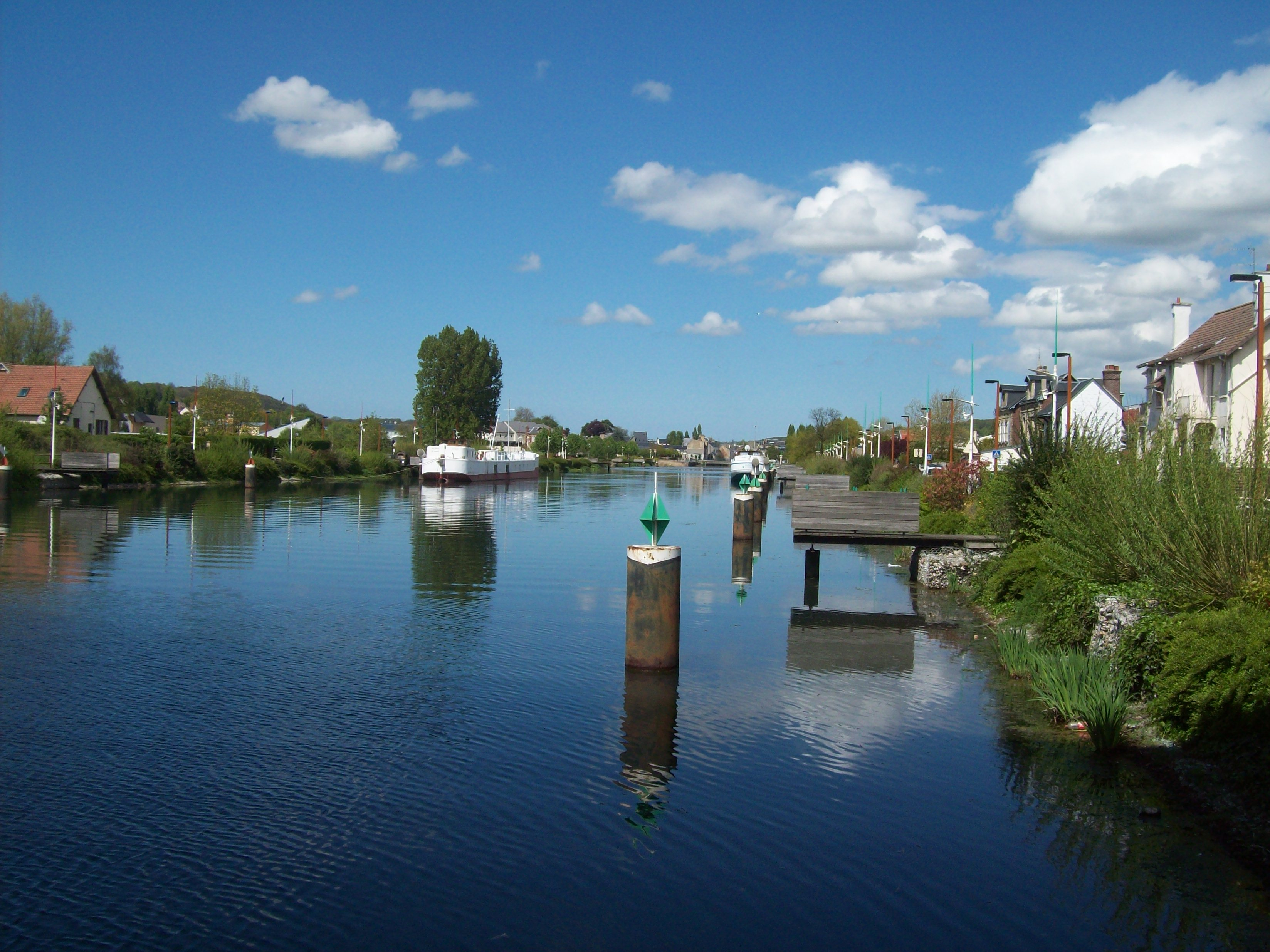
莱扎尔河

阿夫勒尔位于法国西北部，诺曼底大区北部偏东和滨海塞纳省西部，距离省会鲁昂大约87公里。与阿夫勒尔接壤的市镇包括：勒阿弗尔、蒙蒂维利耶、贡夫勒维尔洛谢。

### 地形
阿夫勒尔位于科地区南侧腹地，境内以冲积平原及丘陵为主，市镇中心地势较为平坦，北侧部分区域起伏明显，全境海拔在0到89米之间。

### 水文
阿夫勒尔位于塞纳河流域范围内，其右岸支流莱扎尔河自北向南流经镇中心，并在此汇入人工扩建的唐卡尔维尔运河。

### 植被
阿夫勒尔属于温带阔叶混交林区，林地主要分布于市镇范围北部的坡地地区。
在鲜花城市的评比中，阿夫勒尔暂未被评级。

### 气候
阿夫勒尔在柯本气候分类法中属于温带海洋性气候。
距离阿夫勒尔最近的气象站位于勒阿弗尔境内，以下为该气象站的具体数据：
| 勒阿弗尔1981年－2019年 | 勒阿弗尔1981年－2019年 | 勒阿弗尔1981年－2019年 | 勒阿弗尔1981年－2019年 | 勒阿弗尔1981年－2019年 | 勒阿弗尔1981年－2019年 | 勒阿弗尔1981年－2019年 | 勒阿弗尔1981年－2019年 | 勒阿弗尔1981年－2019年 | 勒阿弗尔1981年－2019年 | 勒阿弗尔1981年－2019年 | 勒阿弗尔1981年－2019年 | 勒阿弗尔1981年－2019年 | 勒阿弗尔1981年－2019年 |
| 月份                   | 1月                    | 2月                    | 3月                    | 4月                    | 5月                    | 6月                    | 7月                    | 8月                    | 9月                    | 10月                   | 11月                   | 12月                   | 全年                   |
| ---------------------- | ---------------------- | ---------------------- | ---------------------- | ---------------------- | ---------------------- | ---------------------- | ---------------------- | ---------------------- | ---------------------- | ---------------------- | ---------------------- | ---------------------- | ---------------------- |
| 历史最高温 °C（°F）    | 14.9 (58.8)            | 20 (68)                | 22 (72)                | 26.5 (79.7)            | 30 (86)                | 34.7 (94.5)            | 38.1 (100.6)           | 36.3 (97.3)            | 33.6 (92.5)            | 28.5 (83.3)            | 20 (68)                | 16.4 (61.5)            | 38.1 (100.6)           |
| 平均高温 °C（°F）      | 7.2 (45.0)             | 7.7 (45.9)             | 10.1 (50.2)            | 12.5 (54.5)            | 16 (61)                | 18.5 (65.3)            | 20.7 (69.3)            | 21 (70)                | 18.9 (66.0)            | 15.4 (59.7)            | 11 (52)                | 7.9 (46.2)             | 13.9 (57.0)            |
| 日均气温 °C（°F）      | 5.3 (41.5)             | 5.5 (41.9)             | 7.7 (45.9)             | 9.7 (49.5)             | 13 (55)                | 15.6 (60.1)            | 17.8 (64.0)            | 18.1 (64.6)            | 16.2 (61.2)            | 12.9 (55.2)            | 8.9 (48.0)             | 6 (43)                 | 11.4 (52.5)            |
| 平均低温 °C（°F）      | 3.4 (38.1)             | 3.3 (37.9)             | 5.3 (41.5)             | 6.9 (44.4)             | 10 (50)                | 12.7 (54.9)            | 14.9 (58.8)            | 15.3 (59.5)            | 13.4 (56.1)            | 10.5 (50.9)            | 6.9 (44.4)             | 4 (39)                 | 8.9 (48.0)             |
| 历史最低温 °C（°F）    | −13.8 (7.2)            | −12.5 (9.5)            | −7.8 (18.0)            | −1 (30)                | 1.2 (34.2)             | 4.4 (39.9)             | 8 (46)                 | 8.4 (47.1)             | 3.3 (37.9)             | −0.2 (31.6)            | −8.5 (16.7)            | −8.6 (16.5)            | −13.8 (7.2)            |
| 平均降水量 mm（）      | 70 (2.8)               | 51.8 (2.04)            | 57.2 (2.25)            | 54.4 (2.14)            | 59.4 (2.34)            | 61 (2.4)               | 52.3 (2.06)            | 56.9 (2.24)            | 67.2 (2.65)            | 86.4 (3.40)            | 85.5 (3.37)            | 88.2 (3.47)            | 790.3 (31.11)          |
| 月均日照時數           | 59                     | 74                     | 117                    | 158                    | 183                    | 202                    | 199                    | 192                    | 156                    | 108                    | 60                     | 49                     | 1,557                  |
| 来源：infoclimat.fr    |                        |                        |                        |                        |                        |                        |                        |                        |                        |                        |                        |                        |                        |

## 行政区划
阿夫勒尔的市镇编号为76341，邮政编号为76700。
在行政管理方面，阿夫勒尔隶属于法国诺曼底大区滨海塞纳省勒阿弗尔区；在地方选举方面，阿夫勒尔隶属于勒阿弗尔第二县，其市镇范围全境被划入滨海塞纳省第八选区；在社会管理方面，阿夫勒尔是勒阿弗尔都会城市公共社区的组成部分。
截至2022年12月，阿夫勒尔境内暂无城市敏感街区及城市政策优先街区。
法国国家统计与经济研究所（简称）在进行数据统计时，将阿夫勒尔及相邻的另外17个市镇设为阿夫勒尔城市核心区，并将包括核心区在内的周边共81个市镇划为勒阿弗尔城市区。自2020年起，勒阿弗尔城市区被包含116个市镇的勒阿弗尔城市辐射区代替。此外，还将阿夫勒尔市镇分为了5个“块区”（IRIS），以便于统计人口分布情况。

## 交通

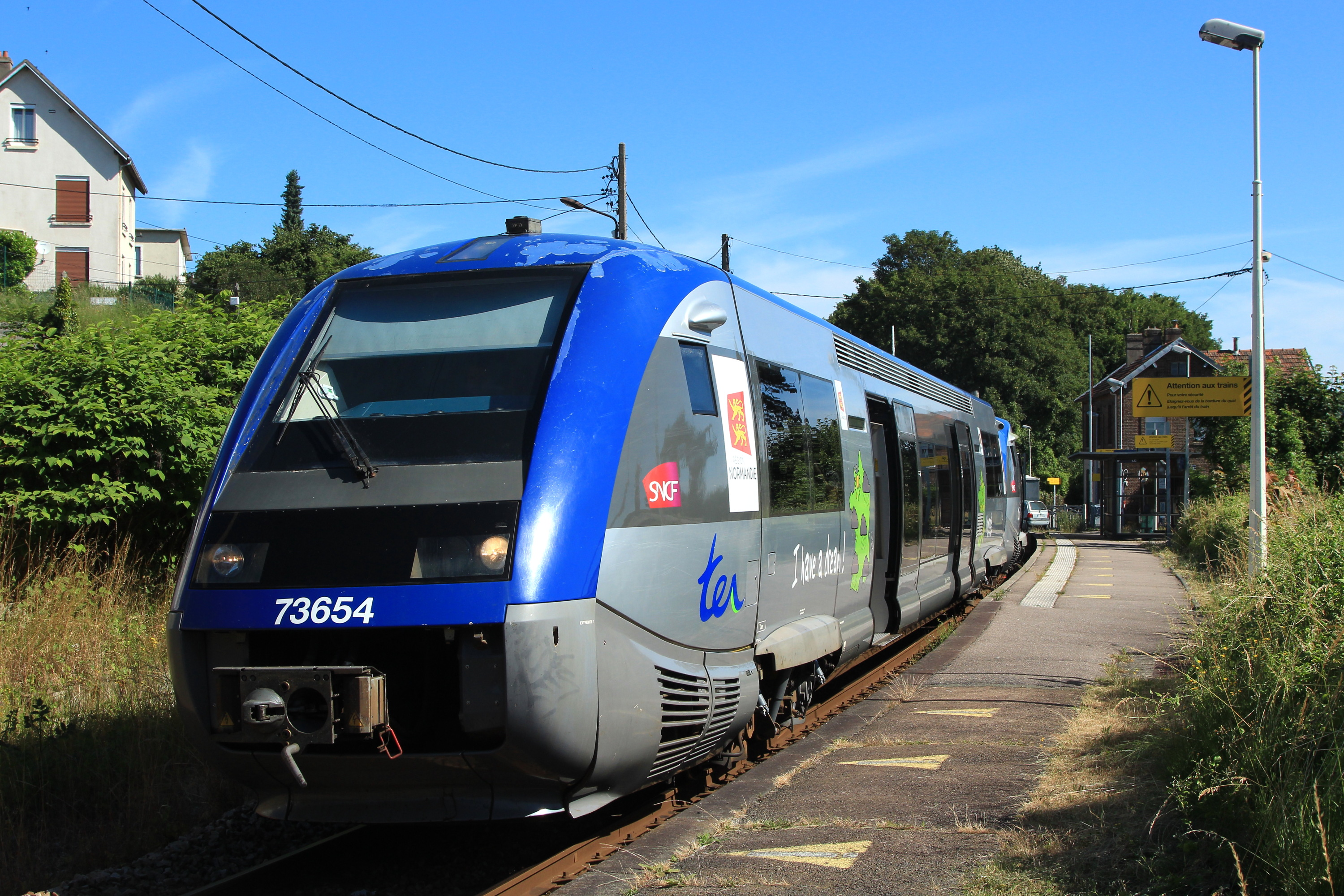
途径阿夫勒尔乘降所的一辆区域列车

### 公路
阿夫勒尔是勒阿弗尔东部的公路枢纽，多条滨海塞纳省省道在其境内交汇。诺曼底大区下属的城际客运提供校车巴士线路，可前往周边部分市镇。
|  | 2.5 |

| 鲁昂 | 84 |

| 勒阿弗尔 | 7 |

| 蒙蒂维利耶 | 5 |

2019年，73.6%的阿夫勒尔家庭拥有至少一辆私人汽车。2019年，阿夫勒尔境内共发生各类交通事故10起，造成11人受伤，其中3人重伤。

### 铁路
阿夫勒尔位于巴黎－勒阿弗尔铁路上。阿夫勒尔站位于市区北部，停靠往返于勒阿弗尔和费康一线的区域列车；阿夫勒尔乘降所站位于市区西南部，停靠往返于勒阿弗尔和蒙蒂维利耶一线的区域列车。

### 航空
距离阿夫勒尔最近的民用航空站为勒阿弗尔机场，距离阿夫勒尔市中心的公路里程约9公里。

### 城市公共交通
阿夫勒尔是勒阿弗尔城市公共交通（商业名称为）的服务覆盖范围，后者是当地的城市公共交通系统。截至2022年12月，该系统共包括两条有轨电车线路和数十条公交线路，其中大容量公交C2线和公交10路、14路、15路、17路和22路途经阿夫勒尔市区。

## 政治

### 市政内阁

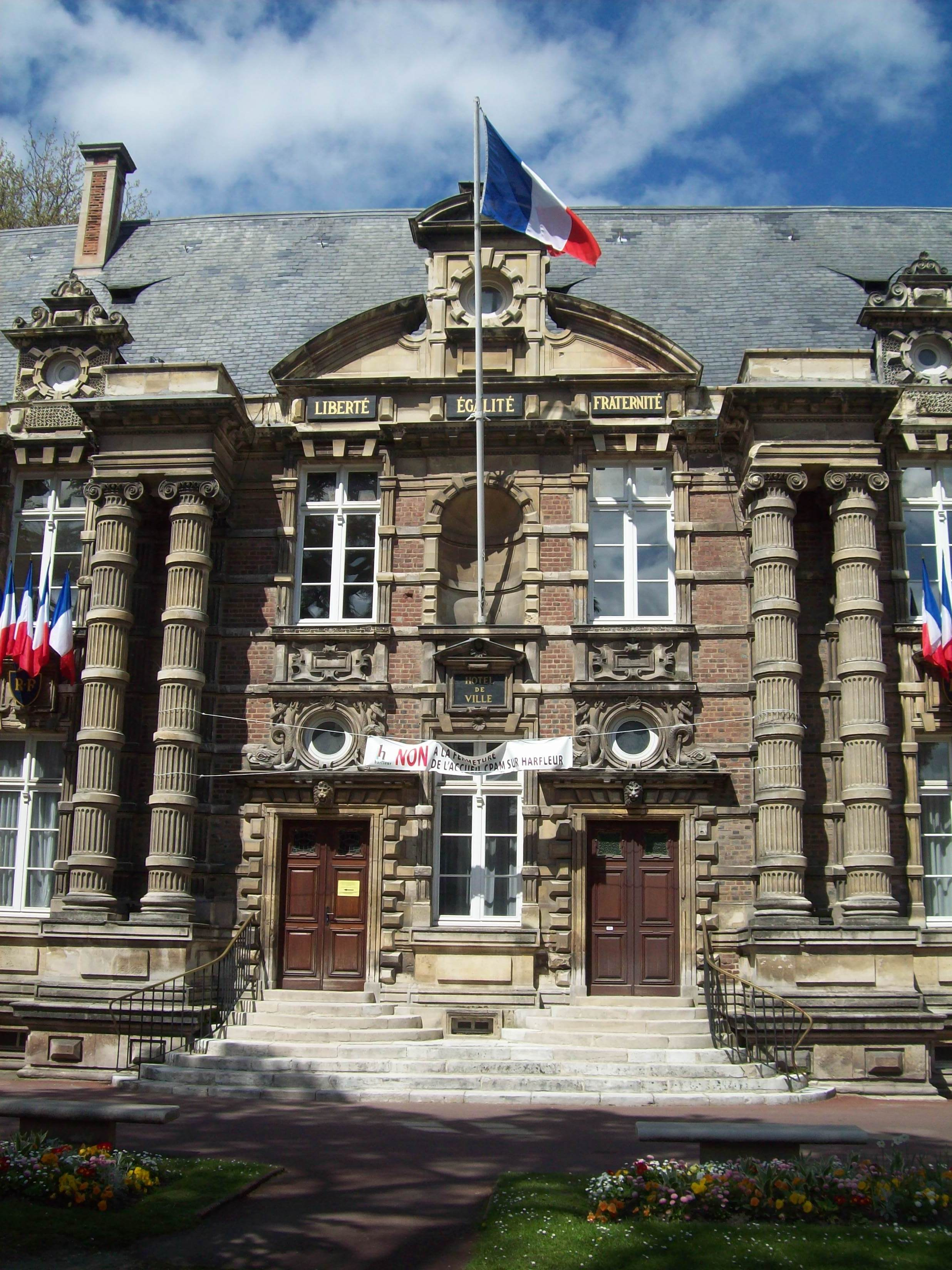
阿夫勒尔市政厅

阿夫勒尔的现任市长为克里斯蒂娜·莫雷尔女士（Christine MOREL），她是法国共产党的一名成员，在2020年的市政选举中获得了59.06%的支持率。
| 阿夫勒尔历届市长 | 阿夫勒尔历届市长                  | 阿夫勒尔历届市长 |
| 任期             | 市长                              | 党派             |
| ---------------- | --------------------------------- | ---------------- |
| 1944年－1947年   | Paul LEGOFF 保罗·勒戈夫           | 不详             |
| 1947年－1953年   | Pierre PERRIGAULT 皮埃尔·佩里戈   | 不详             |
| 1953年－1965年   | Ernest SEURRET 埃内斯特·瑟雷      | 不详             |
| 1965年－1977年   | Albert DUQUÉNOY 阿尔贝·迪克努瓦   | PCF法国共产党    |
| 1977年－2003年   | Gérard EUDE 热拉尔·厄德           | PCF法国共产党    |
| 2003年－2015年   | François GUÉGAN 弗朗索瓦·盖冈     | PCF法国共产党    |
| 2015年－         | Christine MOREL 克里斯蒂娜·莫雷尔 | PCF法国共产党    |

### 各级选举
| 阿夫勒尔历届投票选举结果 | 阿夫勒尔历届投票选举结果 | 阿夫勒尔历届投票选举结果 | 阿夫勒尔历届投票选举结果 | 阿夫勒尔历届投票选举结果          | 阿夫勒尔历届投票选举结果 | 阿夫勒尔历届投票选举结果 | 阿夫勒尔历届投票选举结果          | 阿夫勒尔历届投票选举结果 | 阿夫勒尔历届投票选举结果 |
| 选举项目                 | 选举范围                 | 选区单位                 | 选区单位内的选举结果     | 选区单位内的选举结果              | 选区单位内的选举结果     | 选区单位内的选举结果     | 选区单位内的选举结果              | 选区单位内的选举结果     | 参考资料                 |
| 选举项目                 | 选举范围                 | 选区单位                 | 第一轮胜出者             | 第一轮胜出者                      | 支持率                   | 第二轮胜出者             | 第二轮胜出者                      | 支持率                   | 参考资料                 |
| ------------------------ | ------------------------ | ------------------------ | ------------------------ | --------------------------------- | ------------------------ | ------------------------ | --------------------------------- | ------------------------ | ------------------------ |
| 2017年法國總統選舉       | 法國                     | 市镇                     |                          | 让-吕克·梅朗雄                    | 34.58%                   |                          | 埃马纽埃尔·马克龙                 | 50.39%                   | [ 30 ]                   |
| 2017年法国立法选举       | 滨海塞纳省第八选区       | 市镇                     |                          | 让-保罗·勒科克                    | 37.08%                   |                          | 让-保罗·勒科克                    | 73.73%                   | [ 30 ]                   |
| 2019年欧洲议会选举       | 法國                     | 市镇                     |                          | 若尔当·巴尔代拉                   | 32.59%                   | （不适用）               | （不适用）                        | （不适用）               | [ 32 ]                   |
| 2021年法国省级选举       | 滨海塞纳省               | 县                       |                          | 热罗姆·迪博斯特 克里斯蒂娜·莫雷尔 | 57.06%                   |                          | 热罗姆·迪博斯特 克里斯蒂娜·莫雷尔 | 67.67%                   | [ 33 ]                   |
| 2021年法国省级选举       | 滨海塞纳省               | 市镇                     |                          | 热罗姆·迪博斯特 克里斯蒂娜·莫雷尔 | 51.78%                   |                          | 热罗姆·迪博斯特 克里斯蒂娜·莫雷尔 | 62.78%                   | [ 33 ]                   |
| 2021年法国大区选举       |                          | 市镇                     |                          | 塞巴斯蒂安·瑞梅尔                 | 29.14%                   |                          | 梅拉妮·布朗热                     | 34.15%                   | [ 34 ]                   |
| 2022年法国总统选举       | 法國                     | 市镇                     |                          | 玛丽娜·勒庞                       | 35.18%                   |                          | 玛丽娜·勒庞                       | 55.72%                   | [ 30 ]                   |
| 2022年法国立法选举       | 滨海塞纳省第八选区       | 市镇                     |                          | 让-保罗·勒科克                    | 48.46%                   |                          | 让-保罗·勒科克                    | 75.18%                   | [ 30 ]                   |

## 人口
2019年，阿夫勒尔市镇人口数量为8,349，在法国排名第1,263位。其中男性4,003人，女性4,346人，75岁及以上人口占7.6%，外籍人口数量为130人，人口密度为1,983人/平方公里，当地居民被称为（男性）或（女性）。2020年，阿夫勒尔境内出生120人，死亡人口70人。
| 阿夫勒尔1901年－2019年人口变化情况 |
|                                    |
| 数据来源：Cassini、INSEE           |

## 经济
阿夫勒尔是一个区域性的中心城市，也是勒阿弗尔的一个近郊卫星城。截止2022年12月，阿夫勒尔市镇范围内共有各类用人单位（包含自雇）649家，平均历史为16年，其中97.89%为中小型企业（PME），2022年10月至12月间，当地的经济活力指数为0.15%。（塑料建材）、（机械修复）及（电气安装）是当地2021年营业额最高的三个企业，分别为59,406,411欧元、22,736,694欧元和16,724,137欧元。

## 财政与居民收入
2020年，阿夫勒尔的财政收入总额为10,153,200欧元，财政支出总额为9,206,310欧元，当年的债务总额为9,371,850欧元。2021年，阿夫勒尔市镇共获得1,768,227欧元的国家财政补助，比上一年减少了0.89%。
2020年，阿夫勒尔的人均月收入总额为2,079欧元，其中高级职员为3,333欧元，低于法国平均水平（4,230欧元）；中级职员为2,495欧元，高于法国平均水平（2,411欧元）；普通职员为1,678欧元，低于法国平均水平（1,740欧元）。
2019年，阿夫勒尔境内的青壮年（15至64岁）失业率为19.3%，当地41.8%的家庭拥有纳税资格，平均纳税1,734欧元，低于法国平均水平（3,910欧元）。

## 社会事务

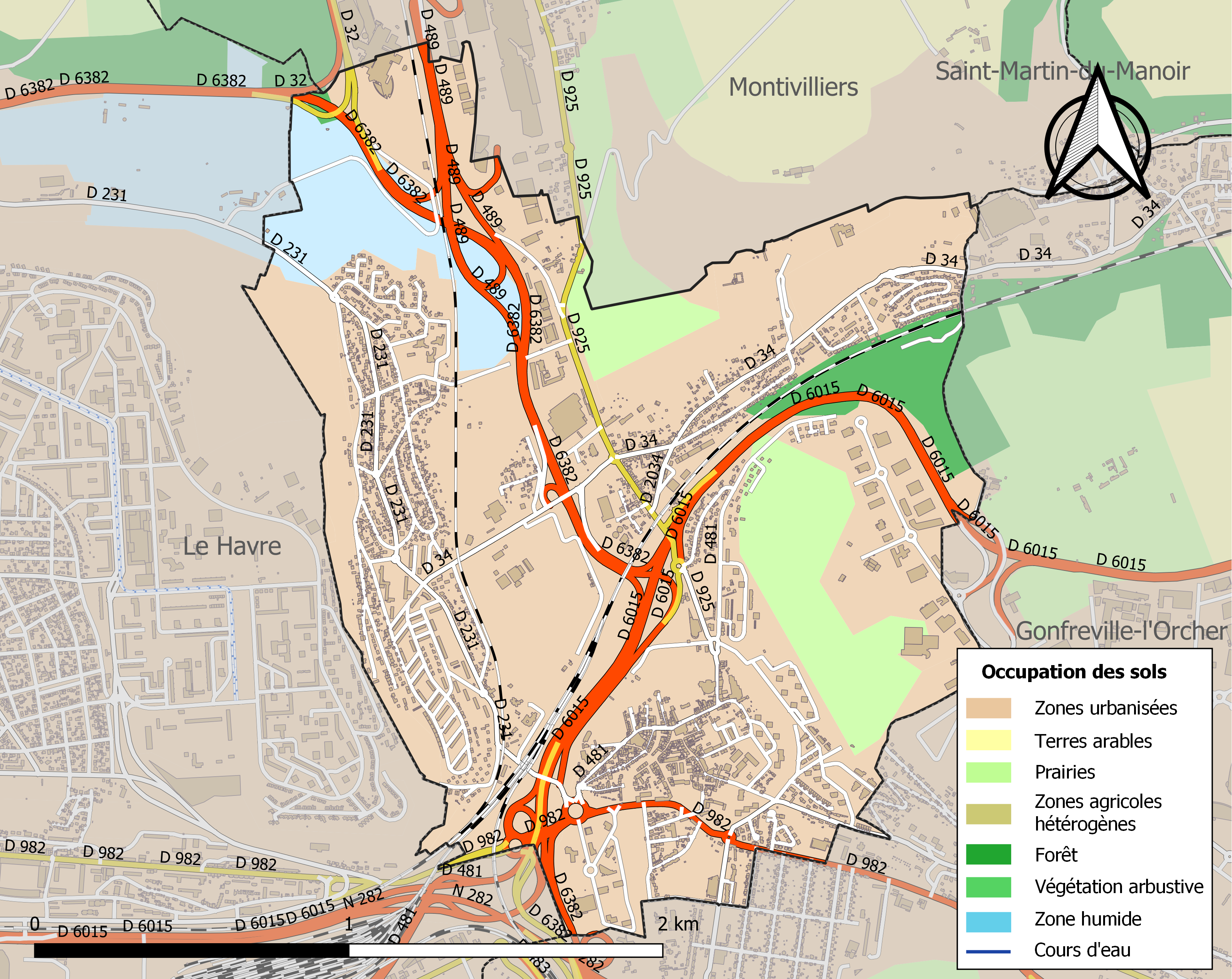
阿夫勒尔土地利用情况地图

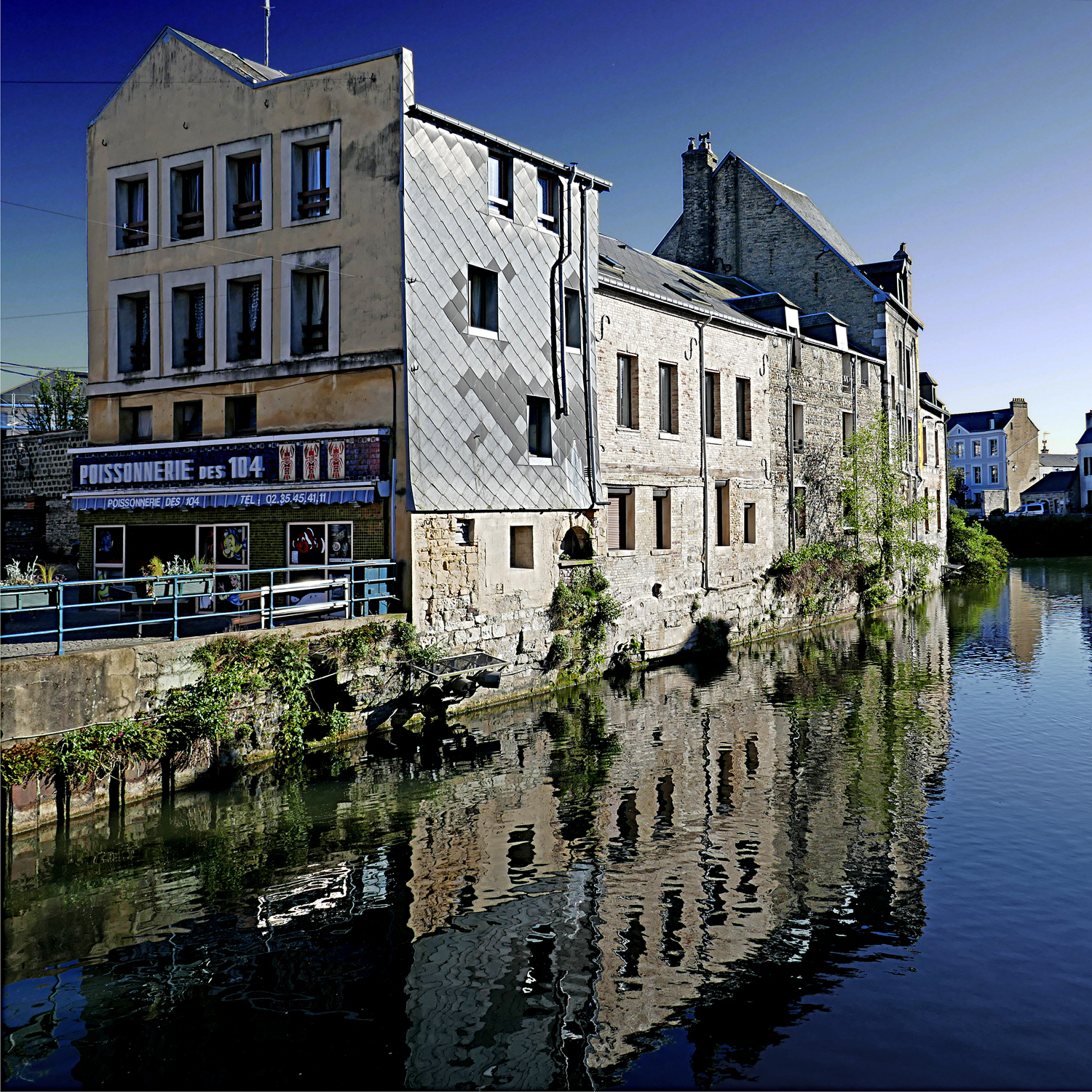
阿夫勒尔镇中心

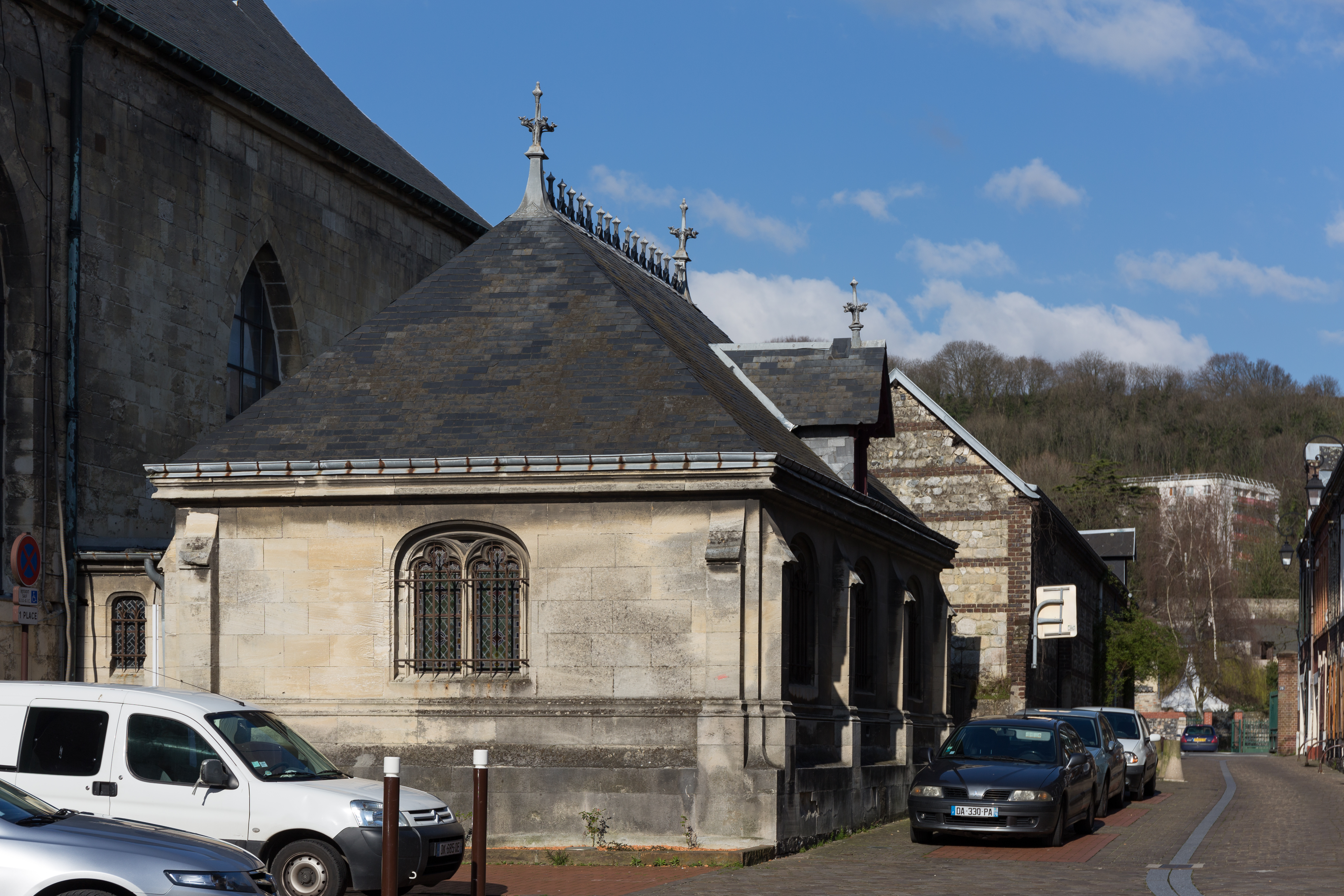
阿蒂尔·弗勒里街

### 教育
阿夫勒尔属于诺曼底学区。截止2021年1月1日，阿夫勒尔境内共有3所幼儿园、3所小学和1所初级中学。2018至2019学年度，阿夫勒尔境内共有在校中等教育阶段学生530名。

### 医疗
截止2021年1月1日，阿夫勒尔境内共有全科医生6名、保健师9名、牙医3名、护士11名和眼科医生1名。境内共有药房3家、残疾人帮扶中心1家。
阿夫勒尔是勒阿弗尔医疗集团的服务范围，后者是法国的一个区域性医疗机构，其主病区“雅克·莫诺医院”（Hôpital Jacques Monod）位于蒙蒂维利耶境内，距离阿夫勒尔市区的正常车程约5分钟，该院设有床位734个，是当地规模最大的公立综合性医院。

### 住房
2019年，阿夫勒尔境内共有各类住房3,989套，其中38.7%为独立式居民区，58.8%为集中式居民区。常住房屋占阿夫勒尔市镇范围内居民建筑总量的95.2%。
在住房保障政策方面，2021年，阿夫勒尔境内共有1,167户家庭获得了住房经济补助，受益人数占总人口数量的14.0%，其中1,153份为房租补助。

### 商业
2021年，阿夫勒尔境内共有各类实体商铺121家，其中餐厅15家、大型超市2家、杂货店2家、面包房4家、肉铺4家、书店1家、银行门店5家、美容美发店11家、汽车维修店7家。市区内建有家乐福和Lidl便民超市。

### 体育
2021年，阿夫勒尔境内共有3间体育馆、3座综合体育场、9处网球场、4处足球或橄榄球场以及1处篮球或排球场。
截至2022年12月，阿夫勒尔博略运动员俱乐部（Club Athlétique Harfleur Beaulieu，编号501411）是阿夫勒尔境内唯一的一家注册足球俱乐部。该队成立于1924年，其主队2022至2023赛季参加滨海塞纳省足球联赛丙组（法国第十一级别），其主场为莫里斯·托雷兹球场（Stade Maurice Thorez）。

### 环境
阿夫勒尔的环境事务由其所属的勒阿弗尔都会城市公共社区联合各级政府协调负责。2021年，阿夫勒尔境内共有2家污染企业。

### 治安
2021年，阿夫勒尔市镇范围内共有1处派出所。
阿夫勒尔及其附近的共8个市镇是勒阿弗尔警区（zone police de Le Havre）的管辖范围。2020年，该警区累计记录各类案件12,962起，其中盗窃类案件7,236起，经济类案件1,506起，毒品交易类案件664起。

## 文化
2021年，阿夫勒尔境内有1家博物馆。阿夫勒尔境内建有埃尔萨·特里奥莱图书馆（Bibliothèque Elsa Triolet），每周二、三、四、六向公众开放。

### 建筑
阿夫勒尔境内有多处历史建筑，其中圣马丁教堂、阿夫勒尔城堡、修道院博物馆等为法国国家文物保护单位。

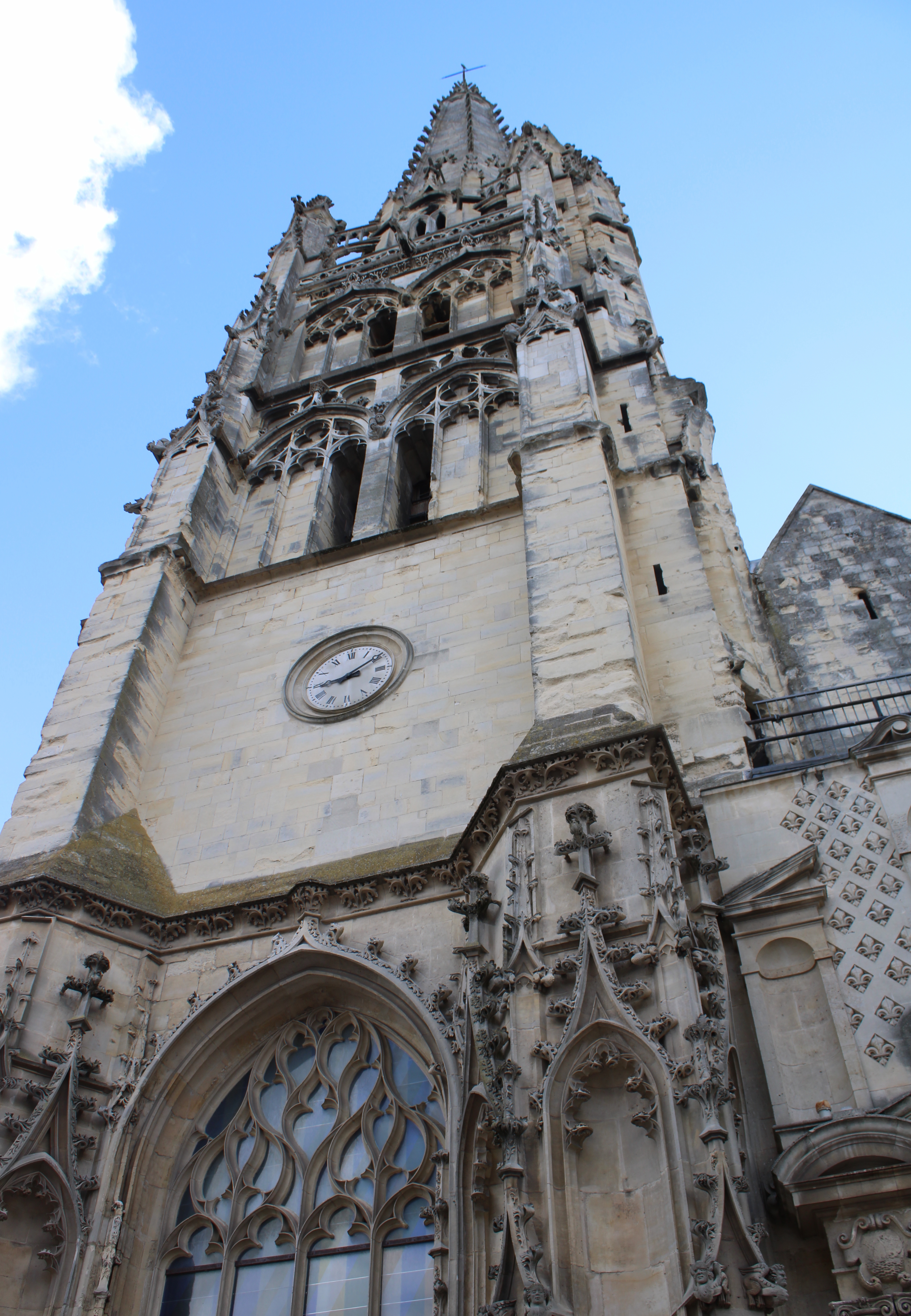
圣马丁教堂（法语：Église Saint-Martin d'Harfleur）主楼
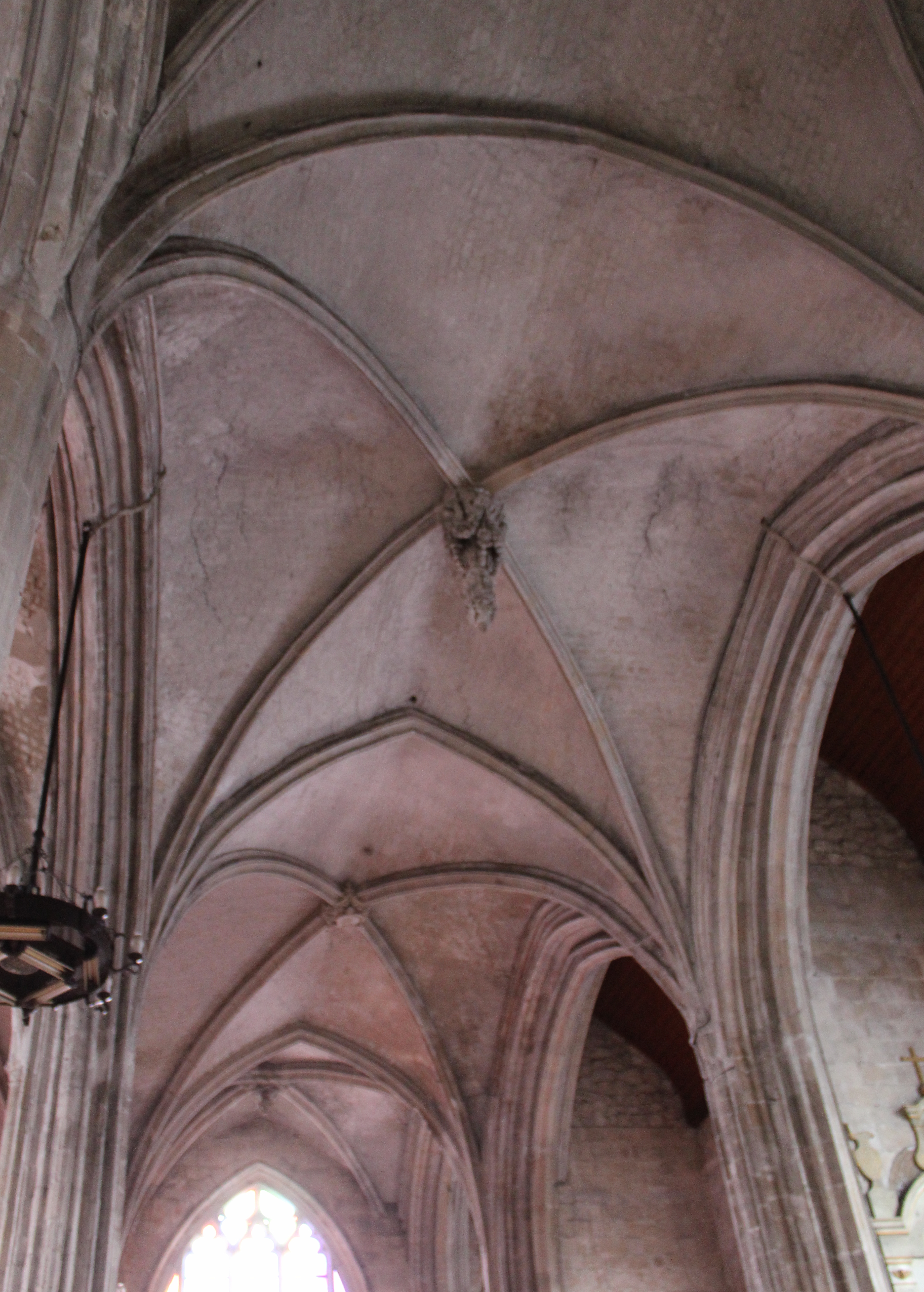
教堂拱顶
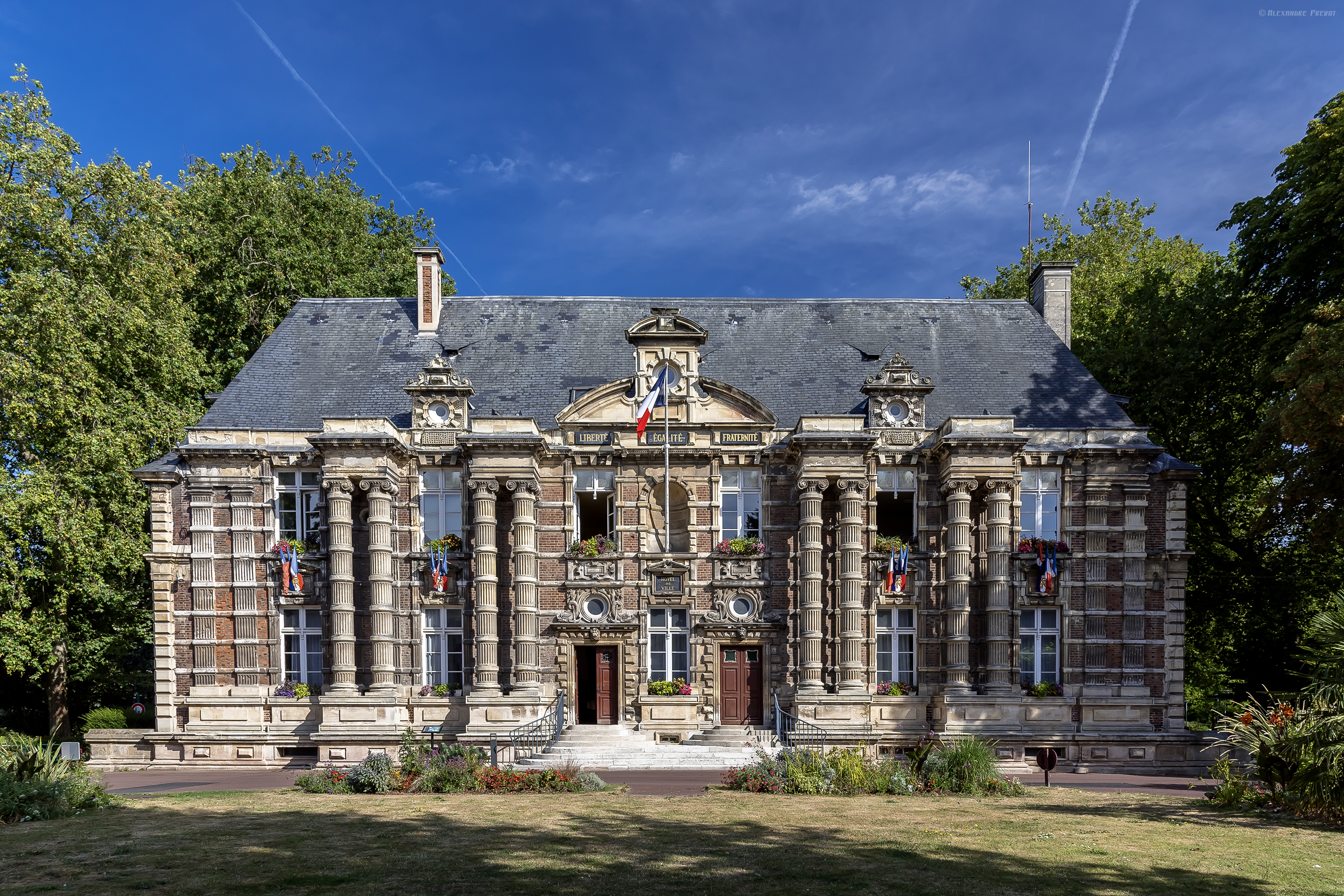
阿夫勒尔城堡（法语：Château de Harfleur） （现为阿夫勒尔市政厅）
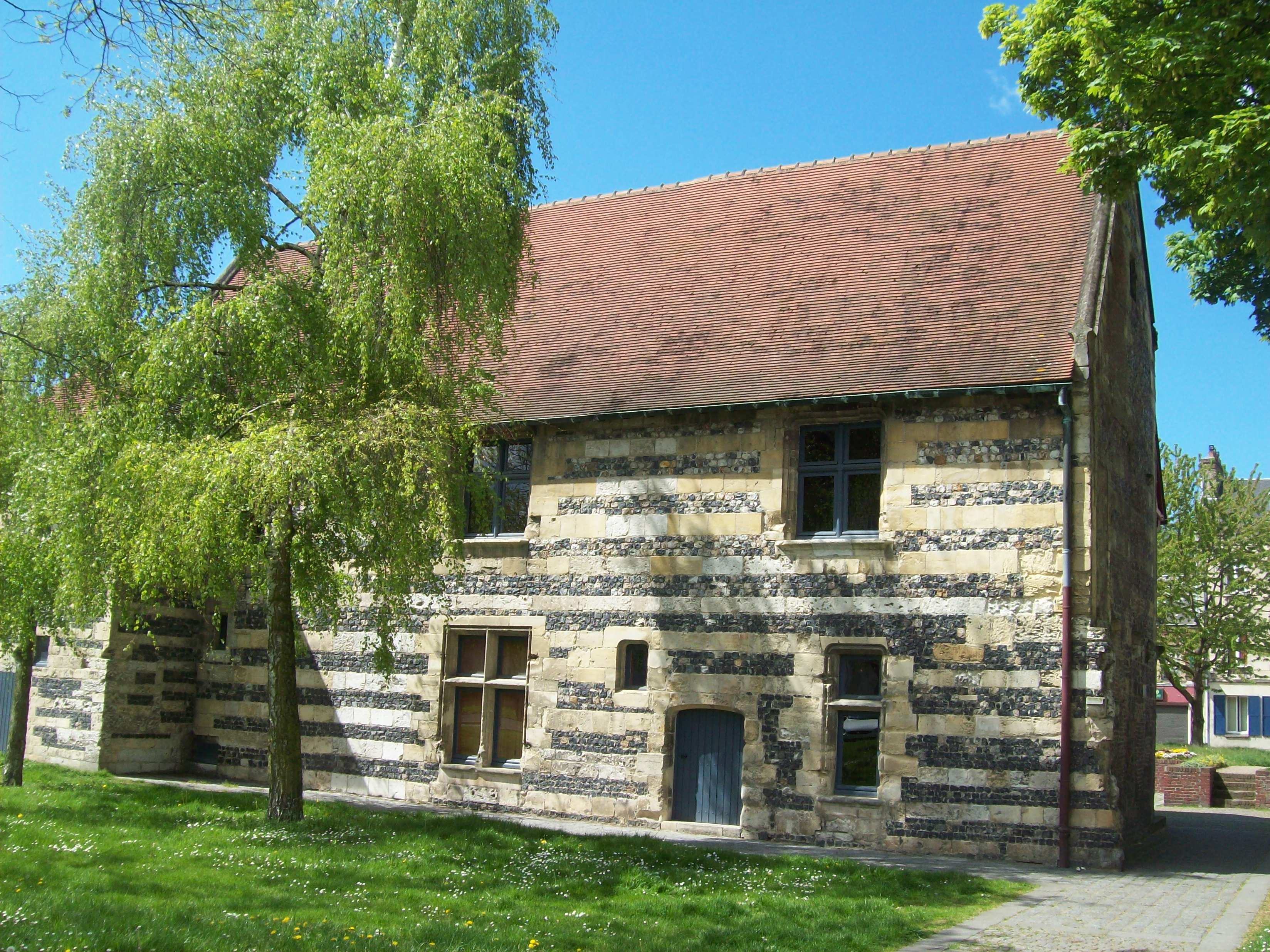
修道院博物馆（法语：Musée du Prieuré (Harfleur)）
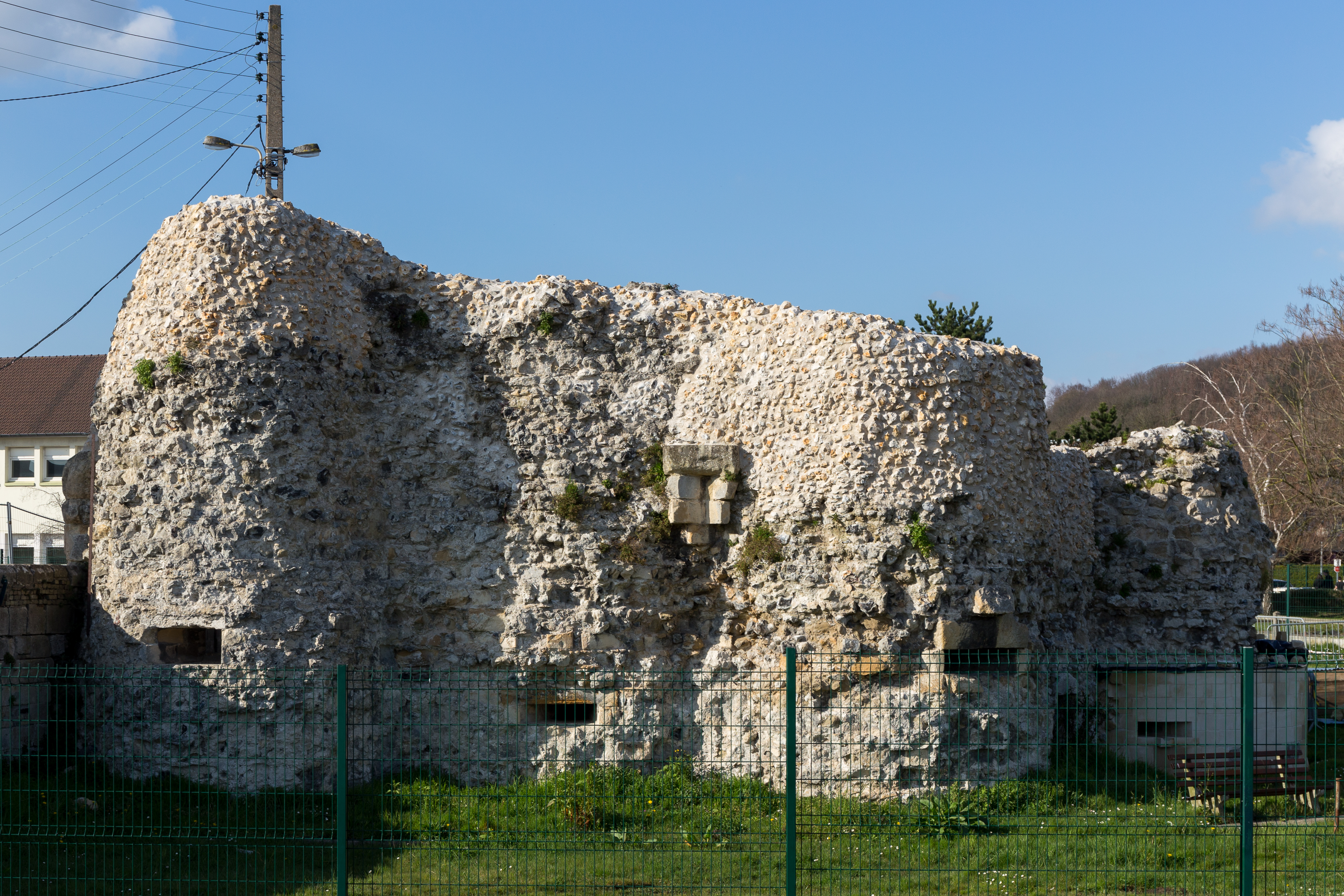
城墙旧址
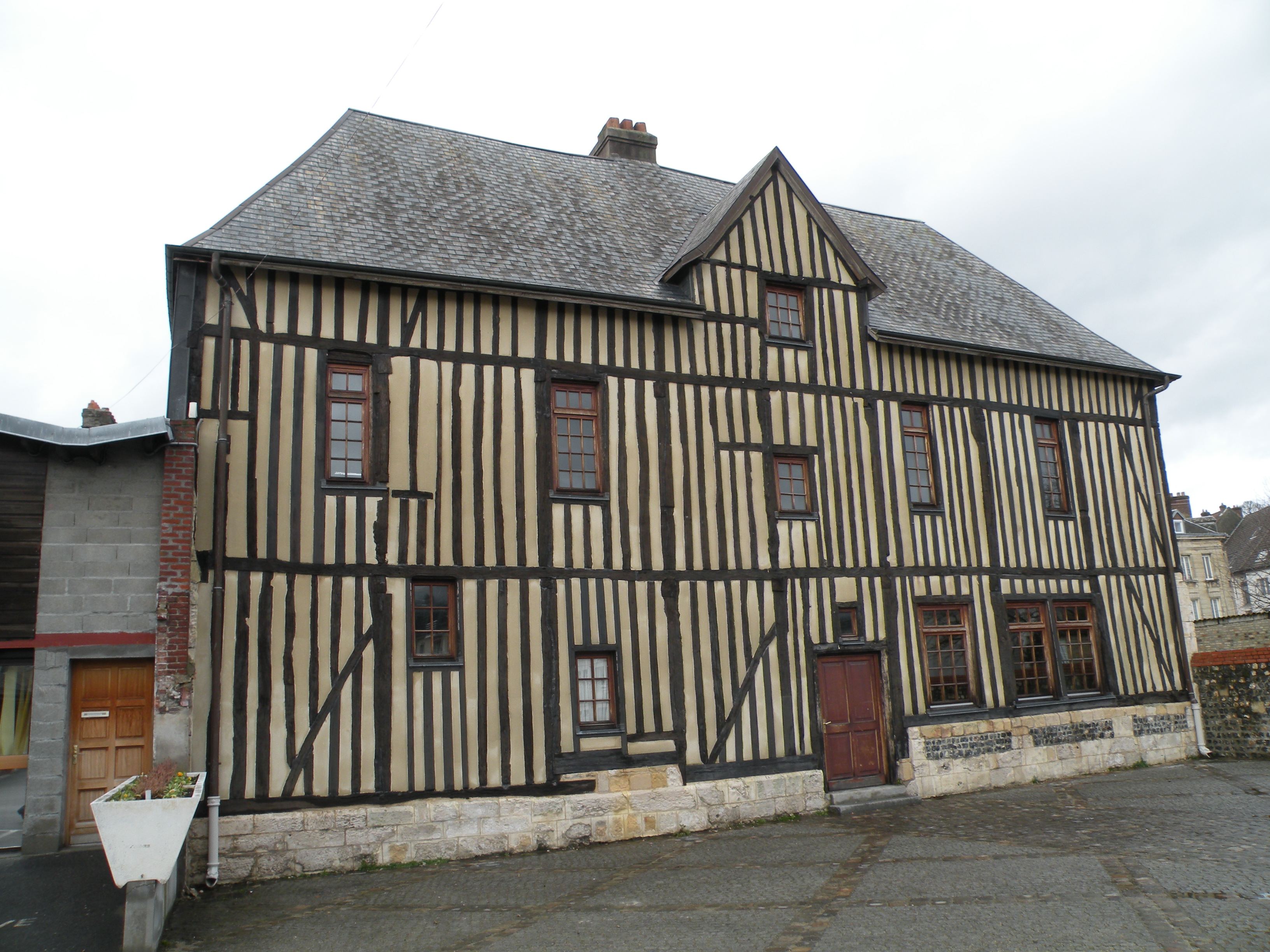
布拉克艾宫
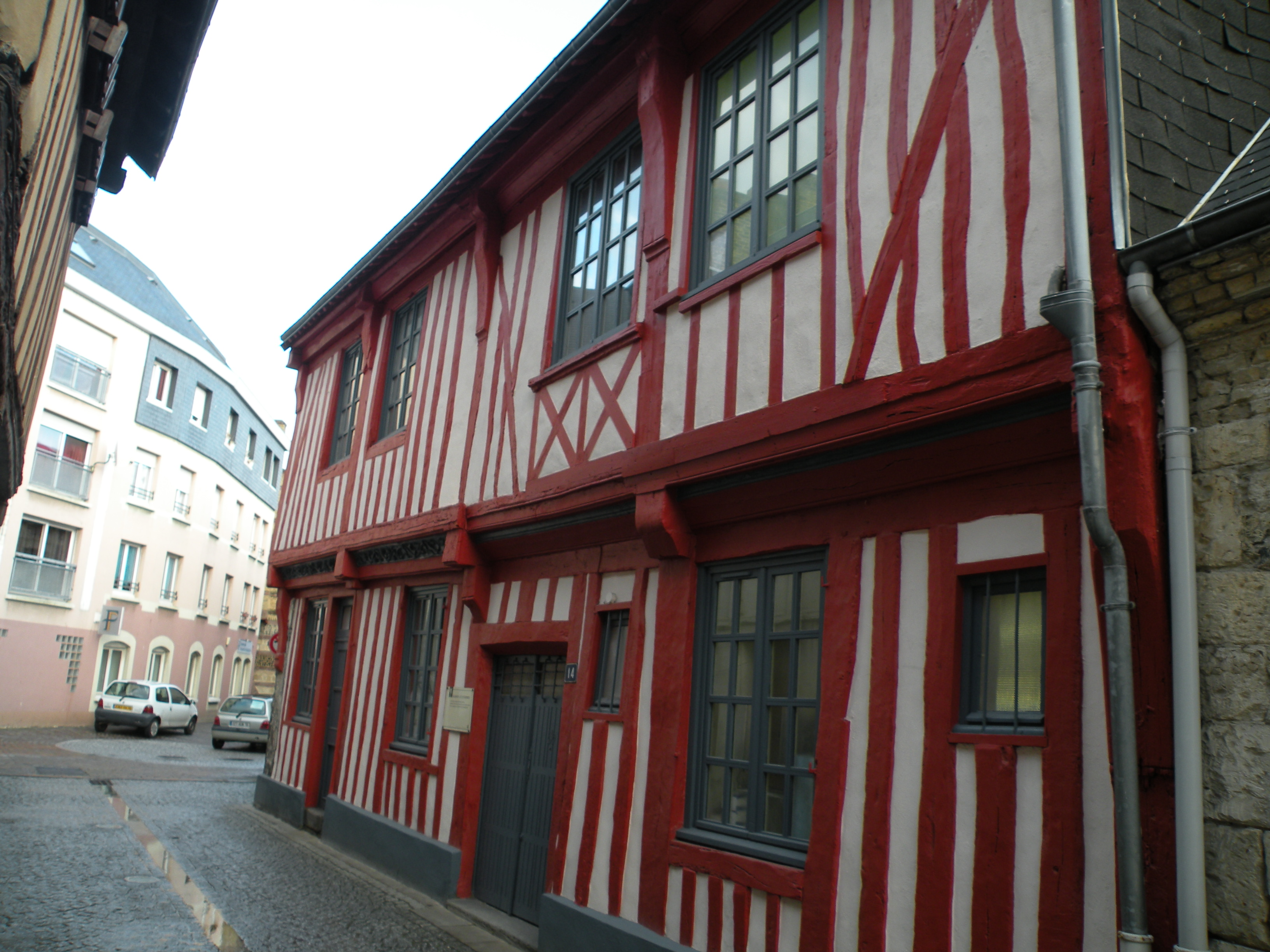
传统民居

### 旅游
阿夫勒尔的旅游事务由其所属的勒阿弗尔都会城市公共社区负责。2022年，阿夫勒尔境内共有3家酒店共计214间房间。

### 媒体
法国主要的媒体均可在阿夫勒尔接收，法国电视三台下属的诺曼底大区频道在部分时段播出阿夫勒尔所属区域的地方新闻。《巴黎-诺曼底报》、《科地区邮报》、蓝色法兰西鲁昂诺曼底广播等是当地主要的地方性媒体。

### 文学
阿夫勒尔在维克多·雨果的诗《明日自晨曦》中被提及。

## 相关人物
法国击剑运动员乔治·比沙尔、手球运动员格雷戈里·安克蒂尔、足球运动员维卡斯·多拉索和查尔斯·恩佐比亚出生于阿夫勒尔。

## 友好城市
截至2022年12月，阿夫勒尔共与三座城市互为友好城市关系：
- 布吉納法索 Rollo
- 德国 林多
- 德国 布拉姆舍